# Peace and Noise
Peace and Noise – siódmy album Patti Smith nagrany w 1997 roku w IIwII Studio Weehawken (New Jersey)

## Lista utworów
| Nr. | Tytuł               | Twórcy                                | Czas  |
| --- | ------------------- | ------------------------------------- | ----- |
| 1.  | Waiting Underground | Patti Smith, Oliver Ray               | 5:20  |
| 2.  | Whirl Away          | Smith, Lenny Kaye, Ray                | 5:01  |
| 3.  | 1959                | Smith, Tony Shanahan                  | 3:58  |
| 4.  | Spell               | Allen Ginsberg, Ray                   | 3:17  |
| 5.  | Don't Say Nothing   | Smith, Jay Dee Daugherty              | 5:52  |
| 6.  | Dead City           | Smith, Ray                            | 4:15  |
| 7.  | Blue Poles          | Smith, Ray                            | 5:19  |
| 8.  | Death Singing       | Smith                                 | 3:44  |
| 9.  | Memento Mori        | Smith, Kaye, Ray, Daugherty, Shanahan | 10:34 |
| 10. | Last Call           | Smith, Ray                            | 5:09  |

## Skład
- Patti Smith – wokal, klarnet
- Lenny Kaye – gitara, elektryczna gitara hawajska
- Jay Dee Daugherty – perkusja, organy, harmonijka ustna
- Tony Shanahan – gitara basowa, pianino
- Oliver Ray – gitara